# Probówka

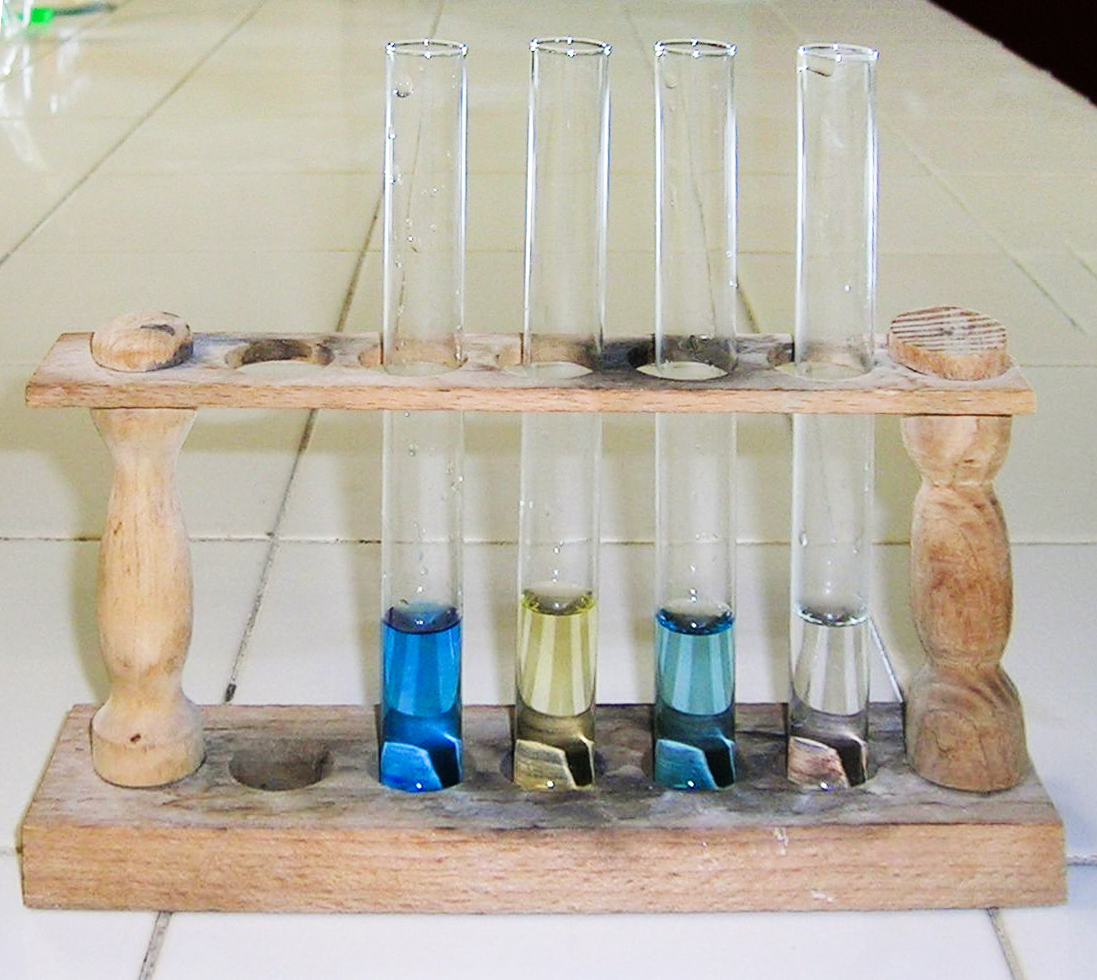
Probówki z roztworami w drewnianym stojaku (statywie)

Probówka (próbówka) – rodzaj drobnego sprzętu laboratoryjnego w kształcie walcowatego naczynia.
Tradycyjne probówki (A na rysunku) są zwykle wykonywane ze szkła i mają postać szklanej rurki z jednej strony zamkniętej okrągłym dnem, a z drugiej swobodnie otwartej. 
Odmianą tradycyjnych probówek (o kształcie walcowatym) są probówki zakończone długim dnem stożkowym (B na obrazku), co umożliwia łatwiejsze zbieranie się na dnie małych ilości substancji.
Dość szczególnym rodzajem probówek są kolbki probówkowe - probówki wykonane z dobrej jakości szkła i posiadające zakończenie szlifowe, umożliwiające stosowanie tego rodzaju probówek w destylacji próżniowej oraz szczelne ich zamykanie szklanymi korkami (C na obrazku). Niektóre rodzaje probówek (jak pokazano na przykładzie C) miewają też na bocznej ściance orientacyjną skalę objętości.
Stosowane są także probówki specjalnego przeznaczenia, np. grubościenne probówki wirówkowe lub przeznaczone do prowadzenia reakcji pod zwiększonym ciśnieniem. Probówki wykonane z tworzyw sztucznych (np. probówki Eppendorfa lub falkony) często wyposażone są w zamknięcia, wciskane lub zakręcane.